# Bertien van Manen
Marie Berthe (Bertien) van Manen-Henket (Den Haag, 15 februari 1935 – Amsterdam, 26 mei 2024) was een Nederlandse fotografe. Ze wordt gezien als een van de vernieuwers van de documentaire fotografie en als een van de meest succesvolle Nederlandse fotografen van haar tijd.

## Familie, jeugd en opleiding
Bertien van Manen werd in Den Haag geboren als dochter van Nicolaus Hubertus Henket en Erica Virginie Julia Bauduin, een “Haagse societydame” zoals Van Manen haar zelf ooit omschreef. Ze trouwde in 1961 met advocaat en cartoonist Willem van Manen waarmee ze tot zijn overlijden in 2008 aan kanker samen was. Ze kregen een dochter en een zoon. Haar broer, Hubert-Jan Henket is architect en haar neef Pieter Henket werd ook fotograaf.
Van Manen groeide op in Heerlen, toen het centrum van de Nederlandse steenkoolindustrie, waar haar vader voor de Staatsmijnen was gaan werken. Haar lagere school stond in Vaals, na een jaar gymnasium werd ze naar een streng katholiek meisjesinternaat gestuurd. In tegenstelling tot de meeste anderen was het gezin welgesteld, kleding kwam van het chique modewarenhuis Maison de Bonneterie, terwijl Van Manen  liever een slobberbroek wilde, zoals alle anderen.
Ze studeerde Franse taal en literatuur en Duitse taal en literatuur aan de Universiteit Leiden en begon haar betaald werkende leven als vertaalster en docente, naast de opvoeding van haar twee kinderen. Ook deed ze modellenwerk, wat haar ertoe bracht zelf te gaan fotograferen. Fotograaf Theo Noort zag haar foto's en nodigde haar uit als zijn assistent te komen werken. Ze kreeg werk bij een advertentiestudio in Amsterdam als modefotografe met opdrachten voor het populaire weekblad Viva en later voor Avenue, Nieuwe Revu, Panorama en De Groene Amsterdammer. Een van de mensen die ze fotografeerde was de jonge filmactrice Sylvia Kristel. Zo leerde ze het fotovak in de praktijk.

## Carrière
Geïnspireerd door het boek The Americans van de Amerikaanse fotograaf Robert Frank, die het ongepolijste leven liet zien, besloot ze de commerciële fotografie te verlaten en op een verslagleggende manier te gaan werken; relaties met haar onderwerpen aan te gaan, in plaats van mooie plaatjes schieten. Ze vertrok naar Budapest, waar ze Robert Frank ontmoette, maar de foto's die ze daar maakte zijn nauwelijks te zien geweest. Als onderwerp koos ze daarna vrouwen die als 'gastarbeider' naar Nederland waren gekomen of met een arbeidsmigrant waren getrouwd, wat resulteerde in haar eerste fotoboek Vrouwen te gast, gepubliceerd door Feministische Uitgeverij Sara. Het boek werd een succes, waardoor tot dan toe onzichtbare vrouwen in de maatschappij letterlijk een gezicht kregen.
Ze had haar eerste tentoonstelling in The Photographers Gallery in Londen in 1977. In 1980 kreeg ze samen met Catrien Ariëns de prestigieuze 'jaaropdracht' van het Amsterdamse Rijksmuseum die toen inhield de vrouwenbeweging van dat moment vast te leggen met als serietitel 'Vrouwen in beweging'. Van Manen was niet trots op het boek dat met de foto's verscheen, ze vond de teksten ondragelijk. Dit boekwerk kreeg in 1985 een vervolg in Dienstmaagd des Heren? met foto's uit de documentatie in opdracht van het Noordbrabants Museum ook weer samen met Ariëns, over vrouwen en hun veranderde rol en positie binnen de katholieke kerk in Nederland.
In 1985 reisde ze naar Cumberland, een stadje in Kentucky, en portretteerde een jong mijnwerkerspaar dat in een trailer woonde. Tot en met 2013 keerde Van Manen regelmatig terug om bewoners van het trailerpark fotograferen. 
Ze maakte grote projecten in China (ze was er meerdere keren), de voormalige Sovjet-Unie, waar familie leefde van grootvaders kant, en de 'Appalachian Mountains' in Amerika. Ze bereidde de reizen minutieus voor, ze wilde als fotograaf geen toeschouwer, maar deelgenoot zijn. Ze leerde de talen en verdiepte zich in de historiek en cultuur van de plekken die ze bezocht. Van Manen gebruikte onder andere snapshot camera's en goede compactcamera's en ze fotografeerde mensen die ze tegenkwam. Aanvankelijk fotografeerde ze in zwart-wit, later in kleur omdat ze vond zwart-wit te romantisch vond overkomen. Om het juiste beeld te krijgen drukte ze een foto soms op tien verschillende manieren af. Haar kracht lag in het tonen van een intense menselijkheid, niet gehinderd door techniek. Het boek A hundred summers, a hundred winters (1994), een verslag van zestien reizen door het vroegere Oostblok, betekende haar doorbraak wereldwijd.
Haar werk is wereldwijd tentoongesteld in belangrijke musea, zoals het Museum of Modern Art in New York, Maison européenne de la photographie in Parijs, Stedelijk Museum Amsterdam, FOAM Amsterdam, FoMu Antwerpen, het Nederlands Fotomuseum in Rotterdam en Fotomuseum Winterthur. In 2020 werd haar werk geëerd met een grote tentoonstelling in het Stedelijk Museum Amsterdam, waar ruim tweehonderd van haar foto's werden gepresenteerd samen met werk van een verwante fotograaf werden gepresenteerd, zoals Nan Goldin, Boris Mikhailov, Rineke Dijkstra, Josef Koudelka en Wout Berger.
Van Manen werd in 2022 bij een wandeling in Amsterdam aangereden door een auto waarbij haar linkerbeen zwaar werd verwond en haar voet verbrijzeld, een operatie in het Academisch Medisch Centrum en langdurige revalidatie brachten haar niet op de been, ze was aan een rolstoel gekluisterd. Op 26 mei 2024 overleed ze op 89-jarige leeftijd in een verzorgingstehuis in Amsterdam.

## Werk in openbare collecties
- Rijksmuseum, Amsterdam[19]
- Nederlands Fotomuseum, Rotterdam
- Maison européenne de la photographie, Parijs[20]
- Fotomuseum Winterthur, Winterthur, Switzerland[6]
- Stedelijk Museum Amsterdam, Amsterdam[6]
- Museum of Modern Art, New York[6]
- Metropolitan Museum of Art, New York[bron?]
- San Francisco Museum of Modern Art, San Francisco[bron?]
- Centre national des arts plastiques, Parijs[bron?]
- Tokyo Metropolitan Museum of Photography, Tokio[bron?]
- Baltimore Museum of Art, Baltimore, MD[bron?]

## Publicaties
- 1979 - Vrouwen te gast
- 1982 - Zelfportret. Vrouwenbeweging in de jaren tachtig (foto's van Catrien Ariëns en Bertien van Manen)
- 1985 - Dienstmaagd des Heren? (foto's van Catrien Ariëns en Bertien van Manen ; tekst Annelies van Heyst)
- 1994 - A Hundred Summers, A Hundred Winters
- 2001 - East Wind West Wind
- 2006 - Give me your Image
- 2011 - Let's sit down before we go
- 2013 - Easter and Oak Trees
- 2014 - Moonshine
- 2016 - Beyond Maps and Atlases
- 2017 - I Will Be Wolf
- 2021 - Archive

## Courtesy
- Annet Gelink Gallery, Amsterdam
- Gallery Yancey Richardson, New York
- Gallery Robert Morat, Berlijn
- Gallery In Camera, Parijs